# 지치주의
지치주의(至治主義)는 조선 중종 대 조광조(趙光祖) 등 사림파(士林派) 유학자들의 정치사상이다. 유교의 사상과 이념을 정치·경제·교육 등 모든 분야에서 실제로 실현하여 요순(堯舜)시대와 같은 태평성세(太平盛世)를 이룩해 보겠다는 이상주의적, 급진주의적 정치사상으로 이를 지지한 사람들은 스스로 시국을 담당하여 치군택민(致君澤民)을 수행하기 위하여 성현을 본받아 인심을 바르게 하고, 선(善)을 좋아하고 악(惡)을 미워하며, 군자(君子)를 친하고 소인(小人)을 멀리하여, 군신상하가 지성(至誠)으로 합심함을 신조(信條)로 삼았다.